# IKCO Samand
IKCO Samand – samochód produkowany w irańskim Teheranie przez firmę Iran Khodro (IKCO) z wykorzystaniem lokalnych dostawców części. W Iranie jego podstawowym konkurentem jest Renault Tondar 90 produkowany przez ten sam koncern. Jego poprzednikiem był produkowany w latach 1967–2005 model IKCO Paykan. W 2011 roku zaprezentowano następcę Samanda model IKCO Dena. Ceny zaczynają się od 9000 USD.

## Silniki i podzespoły

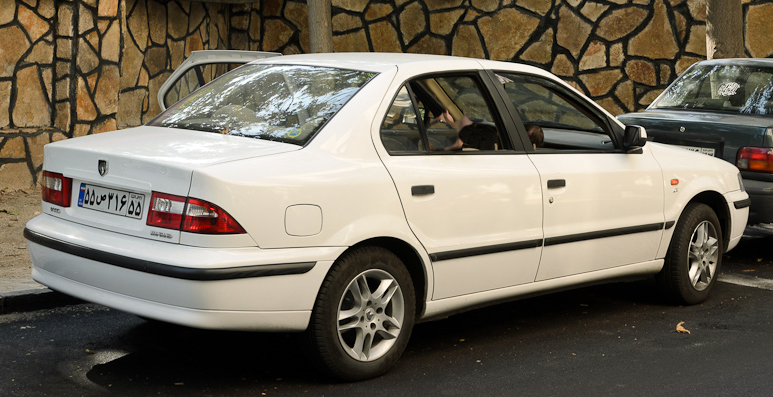
Samand – tył pojazdu

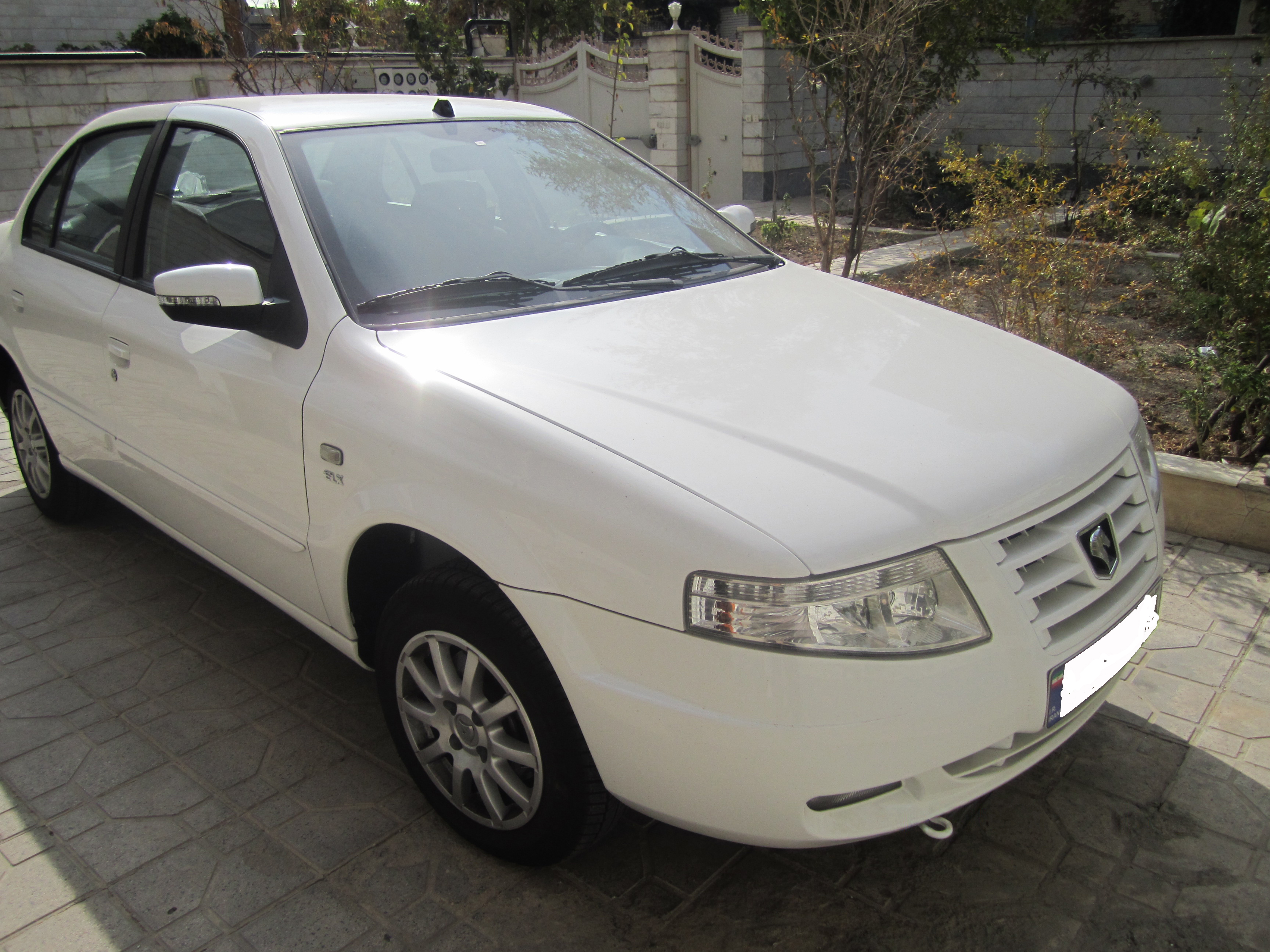
Soren

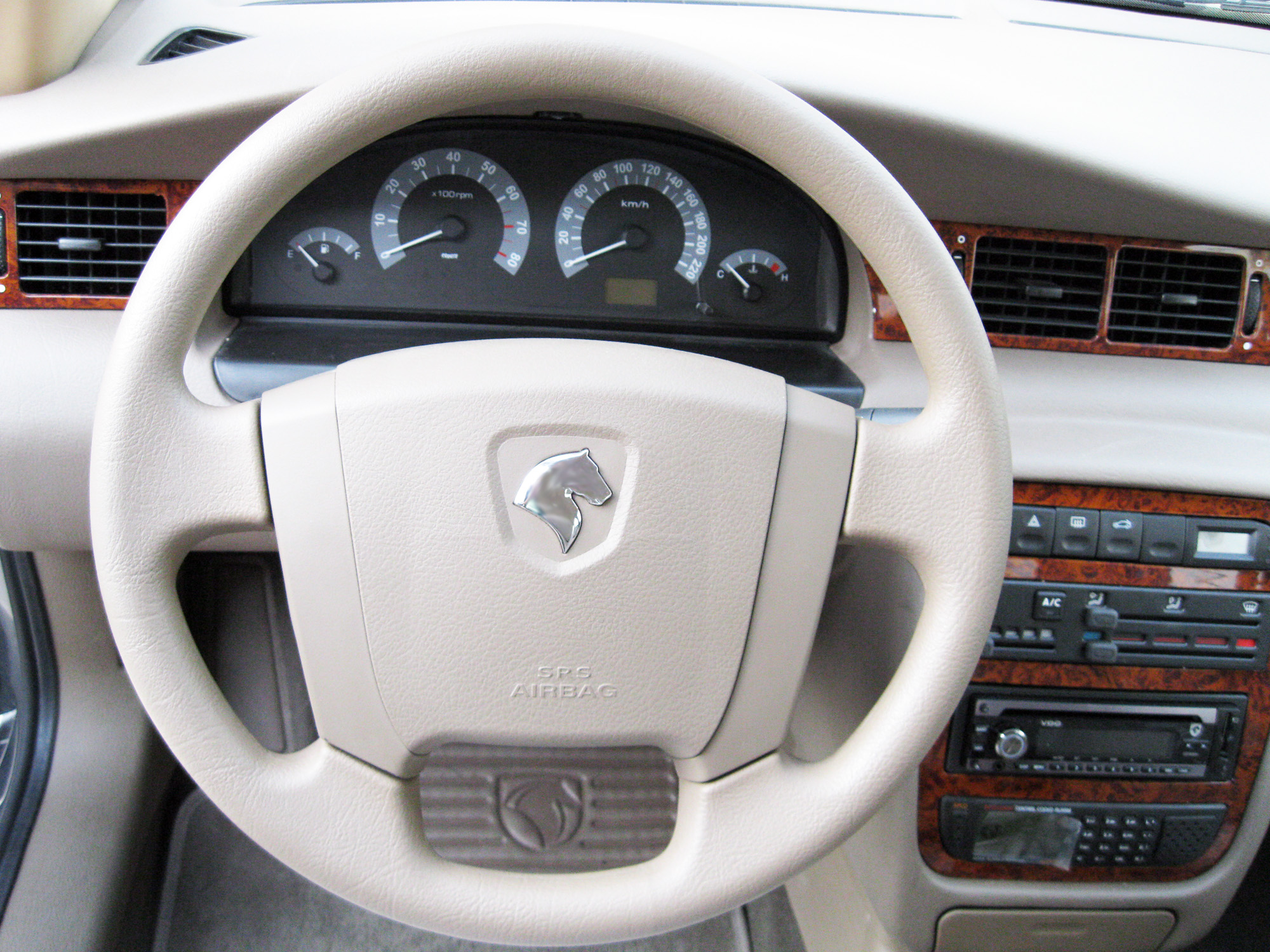
Samand LX – deska rozdzielcza

Samand został skonstruowany na płycie podłogowej samochodu Peugeota 405. Do napędu auta przewidziano 8-zaworowy silnik benzynowy 1.8 o mocy 100 KM noszący oznaczenie XU7JP/L3. Jednostka ta spełnia normę czystości spalin Euro-2. Od 2008 roku w ofercie znajduje się również benzynowy silnik 1.6 16V o mocy 110 KM o oznaczeniu TU5JP/L4.

## Odmiany
W 2004 roku na salonie motoryzacyjnym w Teheranie kompania Iran Khodro przedstawiła przedłużoną o 30 cm odmianę Samanda o nazwie Sarir. Model ten w założeniu ma być pojazdem luksusowym i ma to podkreślać wyposażenie w skład, którego wchodzi skórzana tapicerka, oraz klimatyzacja. Do napędu Sarira zastosowano standardową jednostkę 1.8 8V o mocy 100 KM.
Latem 2006 roku do oferty wprowadzony został Samand LX, który stanowi najbogatszą wersję wyposażeniową tego auta. Wersja ta wyposażona jest w poduszkę powietrzną dla kierowcy, ABS, klimatyzację, centralny zamek, komputer pokładowy, aluminiowe felgi oraz elektryczną regulację fotela kierowcy.
W 2007 roku zaprezentowano zmodernizowany stylistycznie model Soren, który od Samanda odróżnia się zmienioną przednią częścią nadwozia z nowym zderzakiem, osłoną wlotu powietrza, lampami oraz nieznacznie przestylizowaną tylną częścią, gdzie zastosowano nowy zderzak, klapę bagażnika oraz lampy. Wnętrze Sorena zostało bez zmian przejęte z modelu Samand. Kompletacja wyposażeniowa tego modelu odpowiada Samandowi LX.

## Eksport i produkcja
Samand eksportowany jest do takich krajów jak : Rosja, Bułgaria, Białoruś, Syria, Azerbejdżan, Wenezuela i Turcja. Pojazd ten był (od 2006 roku) montowany na Białorusi przez Unison Minsk S.A. – mimo zamówień dla MSW, w ciągu 5 lat wyprodukowano ich zaledwie tysiąc sztuk i w lutym 2011 roku zaprzestano produkcji. W Syrii samochód wytwarzany jest przez Samand Shaam, w Azerbejdżanie przez AzSamand Azis i Wenezueli przez Centauro S.A.